# Tuse convulsivă
Tusea convulsivă (cunoscută și sub numele popular de „tuse măgărească”) este o boală infecțioasă cu contagiozitate ridicată, cauzată de bacteria Bordetella pertussis. Un procentaj semnificativ din cazurile de tuse convulsivă este cauzat de alți membri ai genului Bordetella, de exemplu B. parapertussis și B. holmesii. La această infecție respiratorie se face, de asemenea, referire ca la „tusea de 100 zile”. Această boală pune la încercare sistemul de îngrijiri medicale și este o cauză majoră de morbiditate și mortalitate în întreaga lume. Se estimează că boala afectează anual, la nivel global, 48,5 milioane de oameni de orice vârstă, cu 295.000 de decese, majoritatea survenind la prunci. Simptomele sunt inițial ușoare apoi, pot evolua către tuse severă care explică denumirea sunetului caracteristic din timpul inspirației ce urmează accesului de tuse: „tuse măgărească” (în engleză whoop). Faza de tuse durează între câteva zile și câteva luni. Prevenția prin vaccinare este de importanță primordială, dată fiind severitatea bolii la sugari și copii. Deși tratamentul cu antibiotice aduce un beneficiu redus persoanei infectate, acestea sunt recomandate pentru că scurtează perioada infectivă a bolnavului.

## Semne și simptome
Perioada de incubație este, în medie, de 7-10 zile, cu limite între 4 și 21 de zile și rar până la 42 de zile.[5] 
Tabloul clinic al tusei convulsive variază în funcție de o serie de factori precum vârsta, statusul vaccinal și infecții concomitente, dar, în general, boala are o durată de câteva săptămâni și evoluează în 3 faze [6,7,8]:     
Faza catarală durează de obicei 1 (-2) săptămâni și include rinoree, strănut, febră ușoară și tuse ușoară (simptome similare guturaiului comun).     
Faza paroxistică durează, de obicei, 1-6 săptămâni. Severitatea tusei crește și este caracterizată prin apariția episoadelor de tuse paroxistică, posibil și a convulsiilor. La sfârșitul acestora, când pacientul se chinuie să inspire, scoate un sunet caracteristic, numit “whoop”  în limba engleză, de unde și denumirea bolii (“whooping cough”). Convulsiile pot apărea de la sine sau pot fi declanșate de căscat, râs, alimentație sau de  strigăt; ele apar, de obicei, grupate, uneori sub formă de multiple episoade.      
Faza de convalescență durează, de obicei, 2-6 săptămâni, dar poate ajunge până la câteva luni. Acest stadiu este marcat de o scădere a numărului și severității episoadelor paroxistice și de stoparea vărsăturilor. Tendința de producere a sunetului caracteristic după tuse poate rămâne pentru o perioadă considerabilă de timp. Tusea din această boală a fost documentată ca posibil factor de a produce hemoragii subconjunctivale, fracturi de coastă, incontinență urinară, hernii, leșin post-tuse, disecție de arteră vertebrală.[6] Tusea violentă poate cauza ruptură de pleură, ducând la pneumotorax. Tusea convulsivă tipică este văzută, de obicei, la copii de vârstă pre-școlară și școlară, în timp ce forma atipică este frecvent observată la sugari, adolescenți și adulți. La sugarii mai mici de 6 luni, sunetul caracteristic este de obicei absent, iar tusea este frecvent urmată de episoade apneice care duc către cianoză și hipoxemie. Boala este de obicei mai ușoară la adolescenți și adulți, constând în tuse persistentă, frecvent fără "whoop". [7,8] Tusea convulsivă se transmite prin contact direct cu particulele lichide expulzate , de exemplu când o persoană infectată strănută sau tușește în momentul în care se află în contact cu alte persoane. Mulți sugari și copii mici se îmbolnăvesc de la adulți sau frați mai mari care frecvent nu știu că sunt bolnavi.

## Diagnostic
Metodele utilizate pentru diagnosticul de laborator includ cultura din tampoane naso-faringiene pe mediul Bordet-Gengou, polymerase chain reaction (PCR), detecție antigenică prin imunofluorescență directă (DFA) și metode serologice. Bacteria Bordetella poate fi detectată, tipic, în naso-faringele pacienților cu tuse convulsivă, devreme în cursul bolii, când simptomele sunt similare cu cele ale guturaiului comun. La momentul când apare tusea severă, bacteriile au scăzut ca număr sau au dispărut din naso-faringe, făcând cultura și detecția antigenică extrem de dificile.  Pentru cei mai mulți adulți și adolescenți care de obicei nu se adresează medicului decât după câteva săptămâni de boală, serologia poate fi utilizată pentru a determina dacă anticorpii împotriva  toxinei pertussis sau a unei alte componente a B. pertussis sunt prezenți la valori ridicate în sângele pacientului. În acest stadiu ei sunt deja contagioși de câteva săptămâni și ar fi putut transmite bacteria multor persoane.  Adulții, care nu sunt în mare pericol din cauza bolii, sunt încurajați din ce în ce mai mult să se vaccineze, pentru a-și proteja contacții vulnerabili, în special sugarii mici (protecție indirectă sau “de turmă”). [7,8]

## Epidemiologie
Tusea convulsivă este o boală endemică, cu vârfuri epidemice care apar la interval de 2-5 ani. Vaccinarea copiilor la nivel global și reducerea consecutivă a incidenței bolii nu par să fi modificat aceste intervale, sugerând că circulația endemică a bacteriei în comunitate continuă.  [7] În pofida disponibilității de peste 40 de ani a vaccinurilor pertussis eficiente, tusea convulsivă este, încă, endemică în multe țări, inclusiv în țări dezvoltate cu acoperiri vaccinale înalte la copii.  
După introducerea pe piață a vaccinurilor pertussis la mijlocul anilor 1940, incidența globală a bolii a scăzut dramatic: în țările industrializate vaccinarea pe scară largă în perioada anilor 1950-1960 a favorizat reducerea cu peste 90% a incidenței bolii și a mortalității. [9] Totuși, începând cu anii 1980, multe țări industrializate cu acoperiri vaccinale înalte se confruntă cu o creștere a incidenței tusei convulsive [10]. Această creștere este caracterizată printr-o deplasare către grupele de vârstă mai înaintată și printr-o recrudescență a bolii la sugarii în vârstă de sub 1 an, în particular la cei sub 6 luni care sunt prea mici pentru a fi complet vaccinați [9].Dispariția imunității după vaccinare sau infecție, combinată cu absența rapelurilor (“boosters”) regulate, fie sub forma celor vaccinale, fie a expunerii naturale la B. pertussis – din cauza circulației scăzute a bacteriei în populațiile corect vaccinate – s-a sugerat că ar explica această deplasare în distribuția bolii către grupe de vârstă mai mari [11,12,13].Creșterea gradului de conștientizare în rândul medicilor privind apariția bolii la adulți, precum și îmbunătățirea metodelor de diagnostic de laborator, ar putea conta și ele în această schimbare în epidemiologia bolii. 

## Prevenție
Principala metodă de prevenție a bolii este vaccinarea. Nu există suficiente dovezi care să susțină eficiența tratamentului antibiotic la expuși asimptomatici.[14] Totuși, antibiotico-prevenția este frecvent utilizată la expușii care se află la risc înalt de boală severă (ex.sugarii).[4]Două tipuri de vaccinuri sunt disponibile: celulare (whole-cell (wP)) (care includ bacteria Bordetella pertussis întreagă, dar inactivată) și acelulare (aP), bazate pe componente selectate, înalt purificate, ale bacteriei. În România se utilizează, începând cu anul 2008, vaccinul pertussis acelular.

## Vaccinuri
Vaccinurile pertussis sunt eficiente,[15] recomandate în vaccinarea de rutină de către World Health Organization[16] și de majoritatea comitetelor naționale de vaccinologie din întreaga lume și se estimează că au salvat peste jumătate de milion de vieți în anul 2002.[16] 
Vaccinurile pertussis celulare sunt compuse dintr-o suspensie de celule de B.pertussis inactivată. Acest tip de vaccin a fost dezvoltat în anii 1930 și utilizat pe scară largă pe la mijlocul anilor 1940. Motive de îngrijorare privind siguranța vaccinului au condus către dezvoltarea unor vaccinuri acelulare, mai purificate, care sunt asociate cu o frecvență mai redusă a reacțiilor adverse. Numeroase vaccinuri au fost produse și licențiate în întreaga lume, utilizând diferite metode de producere, conferind, astfel,  o mare heterogenitate grupului vaccinurilor celulare. [7,8]Vaccinurile pertussis acelulare sunt vaccinuri sub-unitare care conțin componente purificate, inactivate, ale celulelor B. pertussis. Vaccinurile pertussis diferă mult în conținut - în ceea ce privește clona bacteriană, numărul și cantitatea de antigene, metodele de purificare și detoxifiere, adjuvanți, excipienți, conservanți, etc…[7] – dar studiile au arătat că cele mai eficace vaccinuri pertussis celulare și acelulare  sunt eficiente doar în proporție de 85%, oferind protecție, în medie, pe o durată de 6-12 ani după 4 doze.Vaccinurile pertussis sunt cel mai frecvent administrate în combinație cu toxoizii difteric și tetanic, dar sunt, de asemenea, disponibile și în combinație cu virusul polio inactivat, Haemophilus influenzae tip B (Hib) și cu antigene ale virusului hepatitic B. 
Vaccinarea împotriva tusei convulsive nu conferă imunitate pe viață. Se știu puține lucruri despre durata protecției post-vaccinale în țările în curs de dezvoltare, dar mai multe studii din țările industrializate arată că protecția dispare după 4-12 ani. [7] Tusea convulsivă este tot mai frecvent raportată la copii mai mari, adolescenți și adulți.Dr. Paul Offit, șef al Centrului de Educare privind Vaccinurile din Children's Hospital of Philadelphia, comentează ca ultimul booster vaccinal pe care îl primește o persoană poate fi la vârsta de 11 sau 12 ani. Totuși, el menționează că este important pentru adulți atât să aibă imunitate, cât și să prevină transmiterea bacteriei la sugari.[17] În timp ce adulții rareori mor dacă se îmbolnăvesc, după ce efectul vaccinării din copilărie a dispărut, ei pot transmite bacteria unor persoane aflate la risc mult mai mare de boala severă, inclusiv deces. Pentru a reduce morbiditatea și transmiterea bacteriei,  Canada, Franta, U.S. și Germania au aprobat rapeluri vaccinale pertussis. În 2012, un panel consultativ federal a recomandat ca toți adulții din U.S. să fie vaccinați.[18] Mai târziu, în același an, oficiali din sănătate din UK au recomandat vaccinarea femeilor gravide (între săptămânile 28 – 38 de sarcină), pentru a proteja copiii înca ne-născuți. Gândită pentru a proteja sugarii începand de la naștere și până la prima doză de vaccin administrată la vârsta de 8 săptămâni, această vaccinare a fost introdusă ca răspuns la o epidemie de tuse convulsivă din UK, cea mai amplă din ultimul deceniu.[19]Rapelul de vaccin pertussis pentru adulți este combinat cu unul de vaccin tetanic și de vaccin difteric; aceasta combinație este abreviată ca "Tdap" (tetanos, difterie, pertussis acelular). Este similar cu vaccinul utilizat pentru copii, numit "DTaP", cu principala diferență că versiunea pentru adult conține cantități mai mici de componente difterică și tetanică — acest fapt este indicat in denumire prin utilizarea literelor mici "d" și "p" pentru vaccinul tip adult. Litera mică "a" în fiecare tip de vaccin indică faptul ca acea componentă pertussis este acelulară, ceea ce îmbunătățește siguranta vaccinului, prin reducerea dramatică a incidenței efectelor secundare. Adulții ar trebui să solicite vaccinul Tdap în locul rapelului anti-tetanic, pentru a fi protejați față de toate cele 3 boli. În România, în luna martie 2015 (la momentul elaborării acestui material), schema de vaccinare pertussis se compune din primo-vaccinare cu 3 doze de vaccin hexavalent DTPa-VPI-HB-Hib, administrate la vârsta de 2,4,6 luni, urmate de un prim rapel cu același tip de vaccin la vârsta de 12 luni și un al doilea rapel la vârsta de 4 ani, cu vaccin DTPa.

## Tratament
Persoanele cu tuse convulsivă sunt infecțioase de la începutul fazei catarale (rinoree, strănut, febră ușoară, tuse ușoară) și până la a treia săptămână după debutul paroxismelor (episoade multiple, frecvente, de tuse) sau până la 5 zile după începerea tratamentului antibiotic. 
O recomandare rezonabilă este de a trata copiii în vârstă de peste 1 an în primele 2 săptămâni de la debutul tusei, precum și sugarii și femeile gravide (în special cele aflate aproape de termen) în perioada de 3 săptămâni de la debutul tusei. Dacă pacientul este diagnosticat tardiv, antibioticele nu vor influența evoluția bolii și chiar în lipsa antibioticelor pacientul nu va mai transmite bacteria.[4] Antibioticele scad durata perioadei infecțioase și, astfel, previn transmiterea.[4]Antibioticele din categoria macrolidelor, eritromicina, claritromicina sau azitromicina sunt antibioticele de primă linie printre opțiunile terapeutice.[14] Claritromicina  și azitromicina,  macrolide noi, sunt frecvent recomandate, în special datorită ratelor scăzute de efecte secundare.[4] Trimethoprim-sulfamethoxazole (TMP-SMZ) poate fi utilizat la persoane alergice la antibioticele de primă linie sau la sugari cu risc de stenoză pilorica posibil cauzată de macrolide.[4] Tratamente eficiente ale tusei asociate  cu această condiție nu au fost dezvoltate.[2]Azitromicina este preferată în tratamentul tusei convulsive la sugarii în vârstă de sub 1 lună. 

## Prognostic
Complicațiile comune ale bolii includ pneumonia, encefalopatia sau convulsiile.Majoritatea copiilor mai mari și a adulților sănătoși se vor reface complet după boală, însă cei cu comorbidități pot fi la risc mai mare de severitate, inclusiv deces. Infecția la nou-născuți este, în mod particular, severă. Se estimează că tusea convulsivă este fatală la  1,6% din sugarii în vârstă de sub 1 an, spitalizați.[20] Sugarii în vârstă de sub 1 an este mai probabil să dezvolte complicații, cum ar fi: pneumonie (20%), encefalopatie (0,3%), convulsii (1%), dezvoltare inadecvată, deces (1%)[20] — probabil din cauza abilității bacteriei de a supresa răspunsul imun împotriva ei.[21] Tusea convulsivă poate cauza hipoxie cerebrală severă indusă de tusea paroxistică și  50% din sugarii internați vor suferi de apnee.[20] Numărul deceselor raportate, cauzate de tusea convulsivă, a crescut substanțial în ultimii 20 de ani.[22]

## Istoric
B. pertussis a fost izolată în cultură pură în 1906, de către Jules Bordet și Octave Gengou  care au dezvoltat, totodata, primul test serologic și primul vaccin.  Eforturile pentru dezvoltarea unui  vaccin pertussis inactivat celular au început curând după 1906. În anii 1920, Dr. Louis W. Sauer a dezvoltat un vaccin la Evanston Hospital (Evanston, IL). În 1925, medicul danez Thorvald Madsen a fost primul care a testat un vaccin pertussis celular pe scară mai largă. [23]El a utilizat vaccinul pentru a controla izbucnirile epidemice din Insulele Faroe din Marea Nordului. În 1942, omul de știință american Pearl Kendrick a combinat vaccinul pertussis celular cu toxoizii difteric și tetanic, pentru a genera primul vaccin combinat DTP. Pentru a minimiza frecventele efecte secundare cauzate de componenta pertussis a vaccinului, omul de stiință japonez Yuji Sato a dezvoltat un vaccin pertussis acelular conținând hemaglutinina purificată (HA). Vaccinul pertussis acelular al lui Sato a fost utilizat în Japonia din 1981.[24] Versiuni următoare ale vaccinului pertussis celular utilizate în alte țări conțineau componente adiționale ale B. pertussis și făceau adesea parte din combinația vaccinului DTaP. Genomul complet al B. pertussis, conținând 4.086.186 perechi de baze, a fost secvențiat în anul 2004.[25]